# U-Bahnhof Bärenschanze
Der U-Bahnhof Bärenschanze (Abkürzung: BS) wurde als 17. U-Bahnhof der Nürnberger U-Bahn am 20. September 1980 eröffnet. Der Bahnhof wird von der Linie U1 bedient und war bis zum 20. Juni 1981 deren Endbahnhof. Er ist 700 m vom U-Bahnhof Maximilianstraße und 492 m vom U-Bahnhof Gostenhof entfernt. Täglich wird er von rund 14.000 Fahrgästen genutzt (Mo–Fr, 2019).
Der U-Bahnhof wurde nach dem Bezirk Bärenschanze im Westen des Nürnberger Stadtteils Gostenhof benannt. Der Name des Bezirks selbst ist einer Verteidigungsschanzenanlage aus dem 17. Jahrhundert entlehnt. Die Bärenschanze lag im Bereich des späteren Burgfriedens, etwas nordwestlich des heutigen Rosenauparks. Die Bezeichnung Bärenschanze geht wohl auf die Tatsache zurück, dass im ausgehenden Mittelalter in diesem Bereich unter anderem Bären gehalten wurden.

## Lage und Infrastruktur

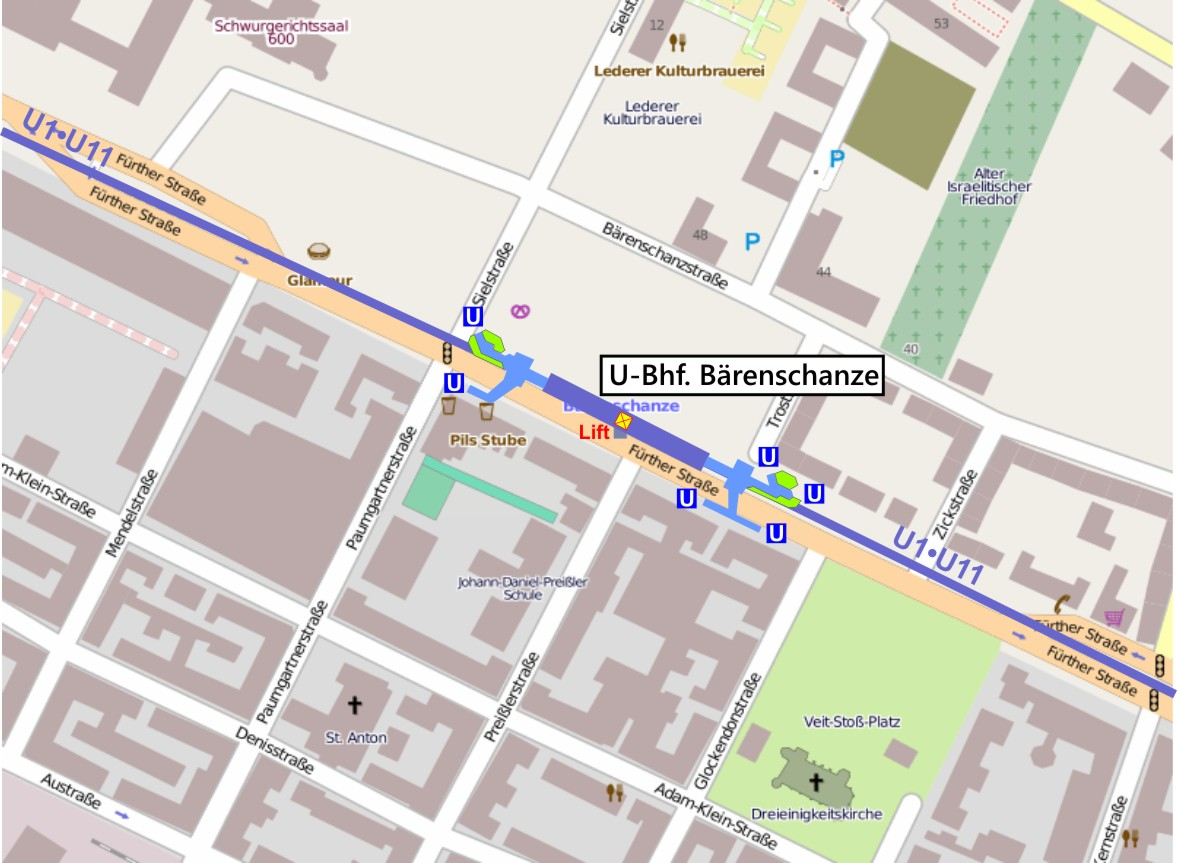
Lageplan U-Bahnhof Bärenschanze

Der Bahnhof liegt im Nürnberger Stadtteil Gostenhof und erstreckt sich unterirdisch in Ost-West-Richtung unter der Fürther Straße zwischen Trost- und Siel-/ Paumgartnerstraße. In der Umgebung des Bahnhofs befinden sich das Oberlandes- und Amtsgericht Nürnberg, das Landgericht Nürnberg-Fürth, das Dürer-Gymnasium sowie die Kirchen St. Anton und Dreieinigkeit. 1993 wurde das Ludwigseisenbahn-Denkmal von der Stadtgrenze Nürnberg/Fürth an den Ostaufgang des U-Bahnhofs verlegt.
Von den beiden Bahnsteigköpfen führen Ausgänge in ein Verteilergeschoss und von dort aus auf die Süd- und Nordseite der Fürther Straße. Zusätzlich gibt es einen Aufzug von der Bahnsteigebene zur Fußgängerzone auf der Nordseite der Fürther Straße. An den Bahnhof schließt Richtung Fürth ein stumpf zu befahrender Gleiswechsel und Richtung Langwasser eine Abstell- und Kehranlage bis zum U-Bahnhof Gostenhof an.

## Bauwerk und Architektur
Das Bahnhofsbauwerk ist 171 m lang, 17 m breit und 7,5 m tief (eineinhalbfache Tiefenlage). Die Bauarbeiten für den Bahnhof begannen am 26. Juni 1978 und wurden in offener Bauweise mit Berliner Verbau ausgeführt. Nach Abschluss der Bauarbeiten wurde die Fürther Straße baulich verändert und führt seitdem in beiden Fahrtrichtungen südlich am U-Bahnhof vorbei, die ehemalige nördliche Richtungsfahrbahn wurde nach Abbau der provisorisch verlegten Straßenbahngleise zu einer Fußgängerzone umgestaltet.
Die Kennfarbe des Bahnhofs ist Blau. Die mit Keramikfliesen gekachelten Bahnsteigwände sind von der Schienenoberkante bis zur Bahnsteigkante weiß und danach blau mit Unterbrechung durch das weiße Band mit dem in schwarzer Schrift gehaltenen Bahnhofsnamen. In die Bahnhofsdecke wurden 18 Lichtkuppeln eingebaut, um den Bahnhof und das Verteilergeschoss mit Tageslicht zu versorgen.

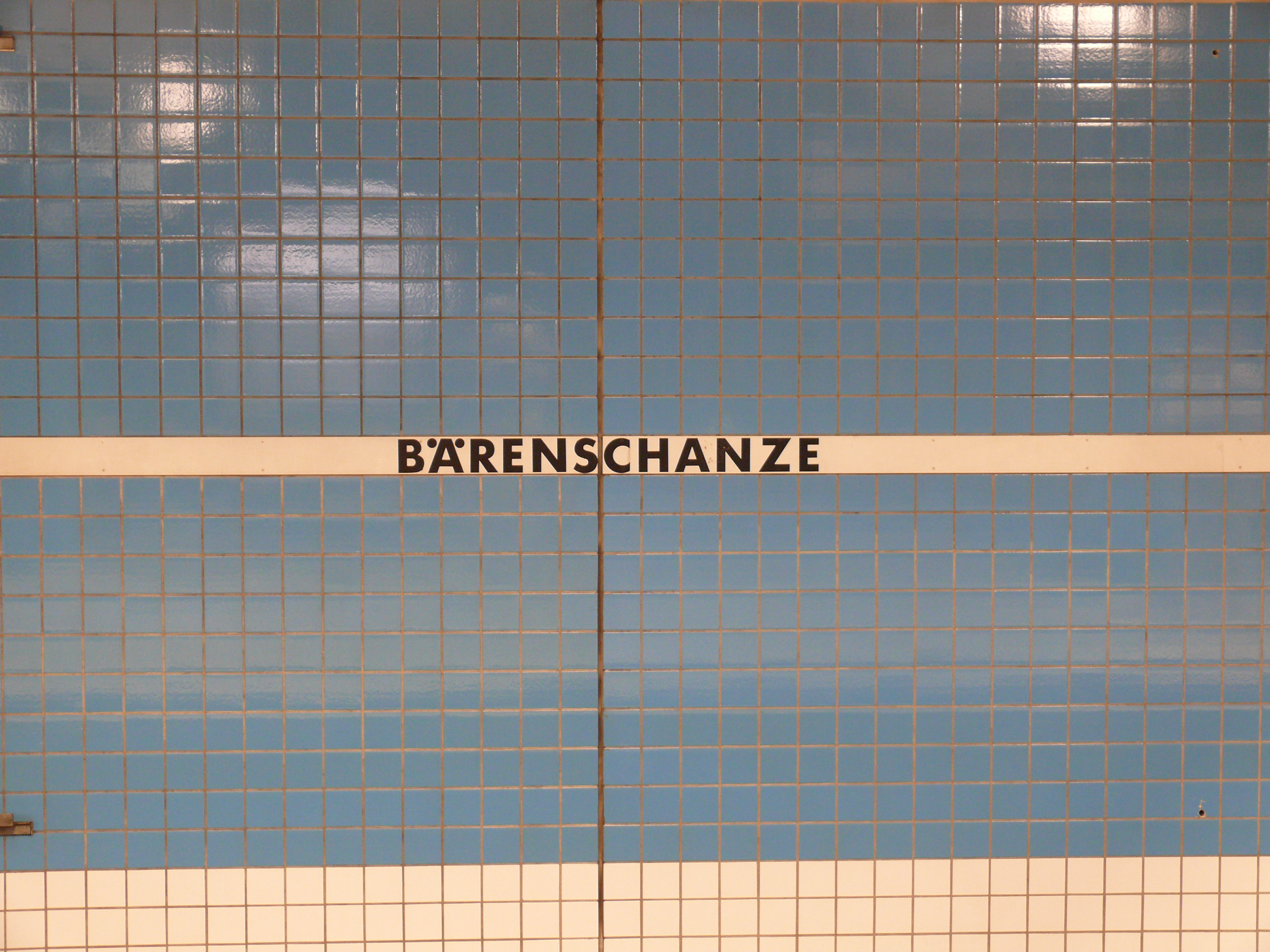
Stationsname an der Bahnsteigwand
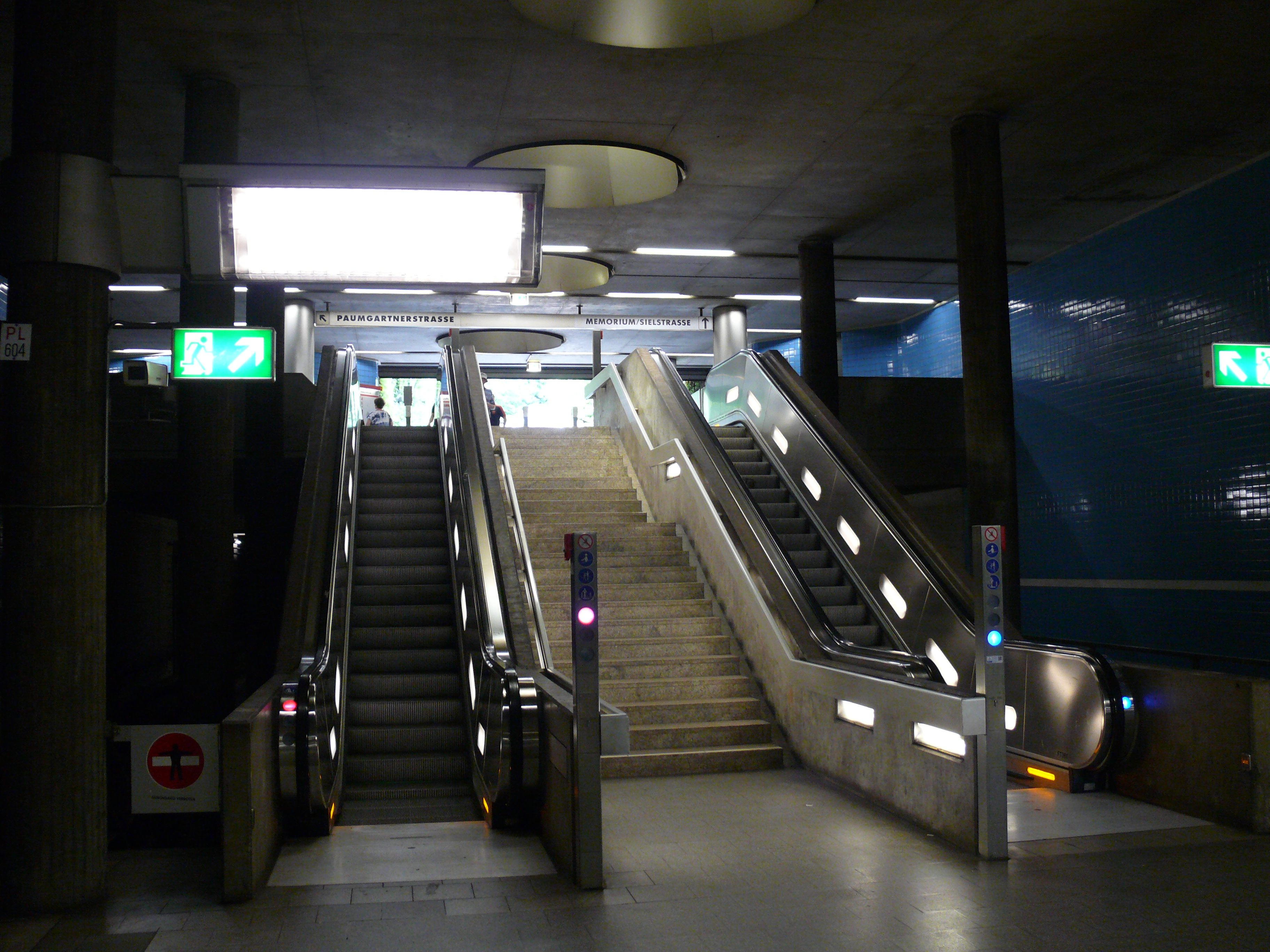
Treppenanlage
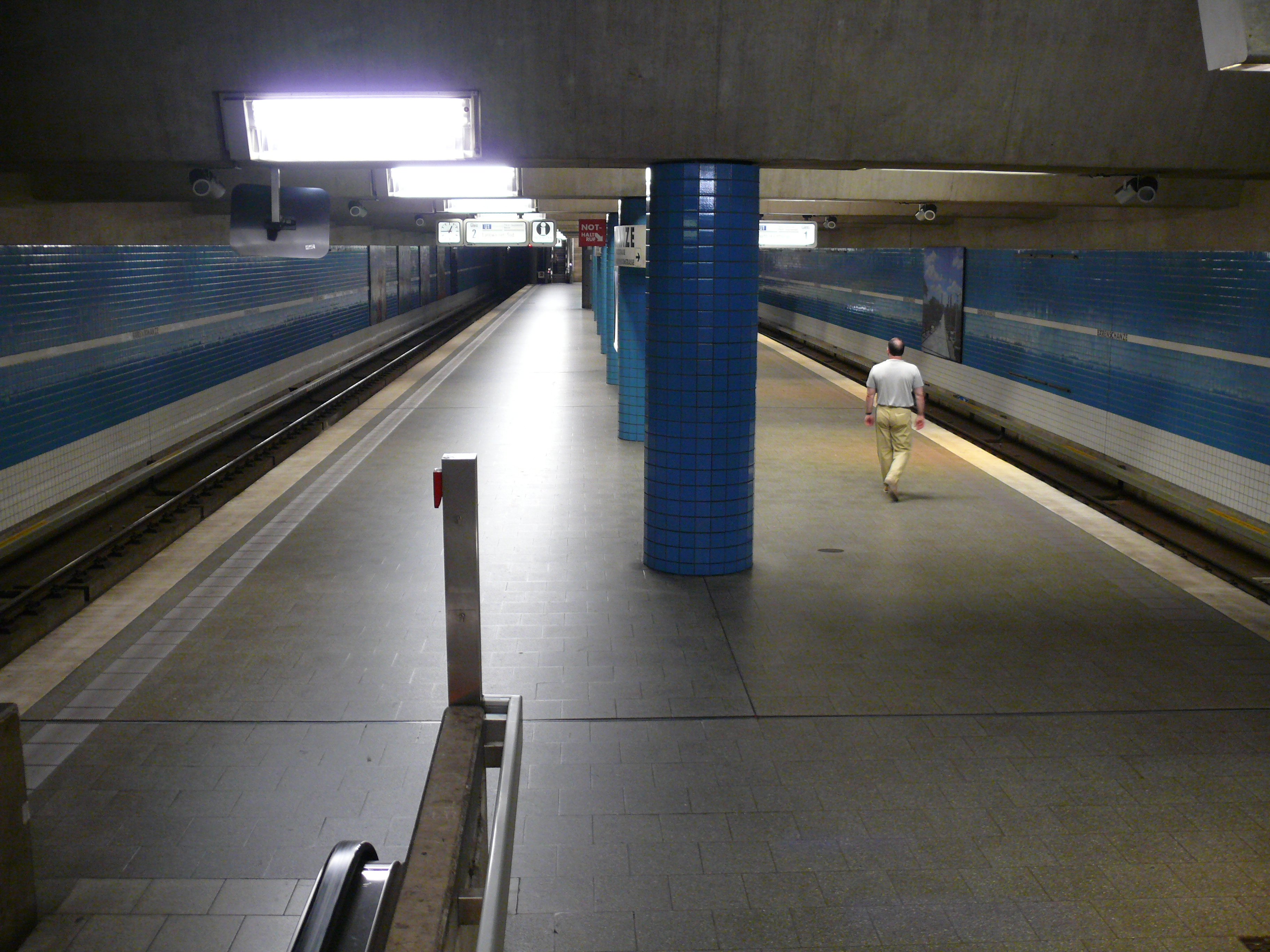
Bahnsteigebene
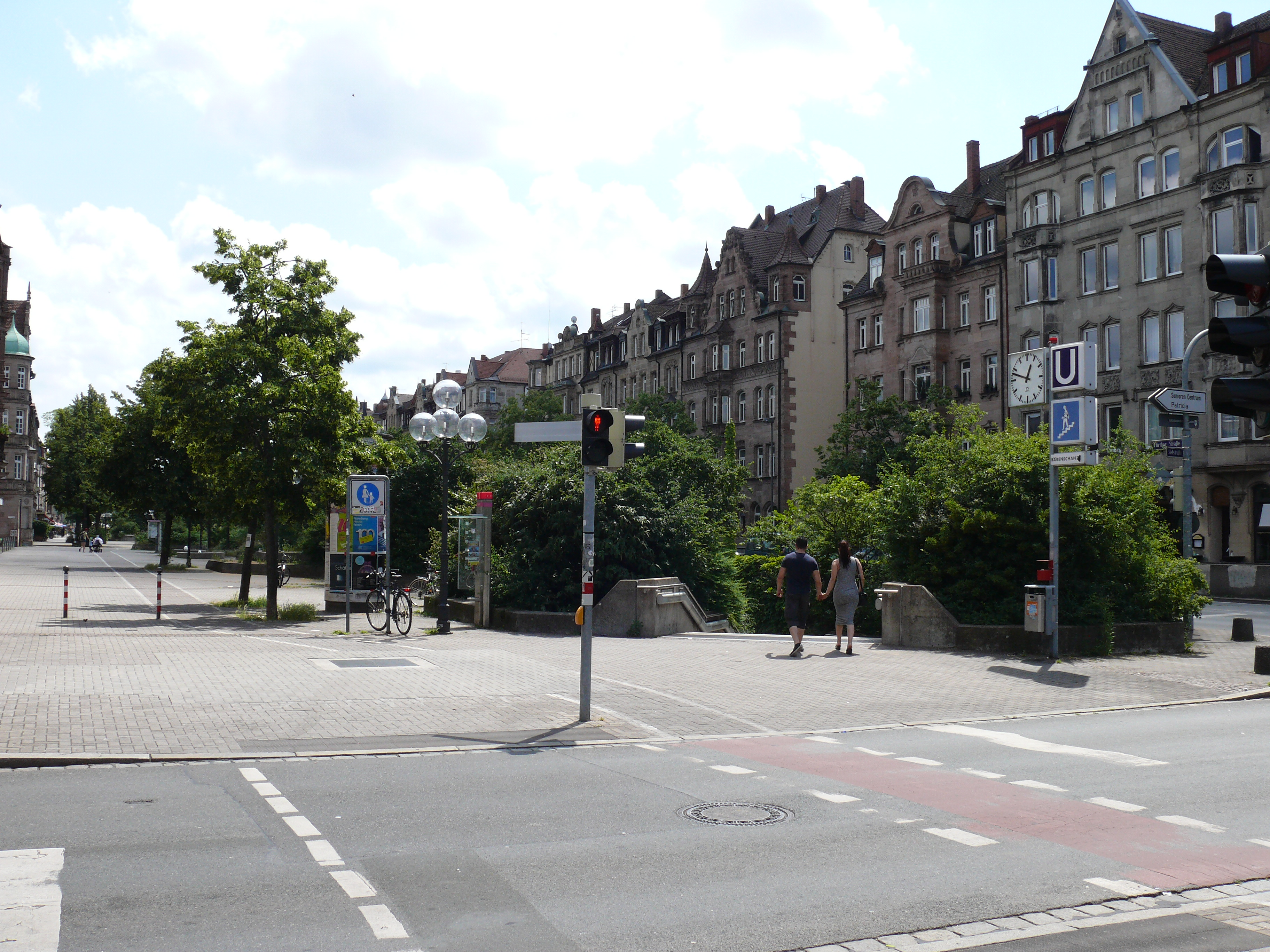
Westlicher Zugang
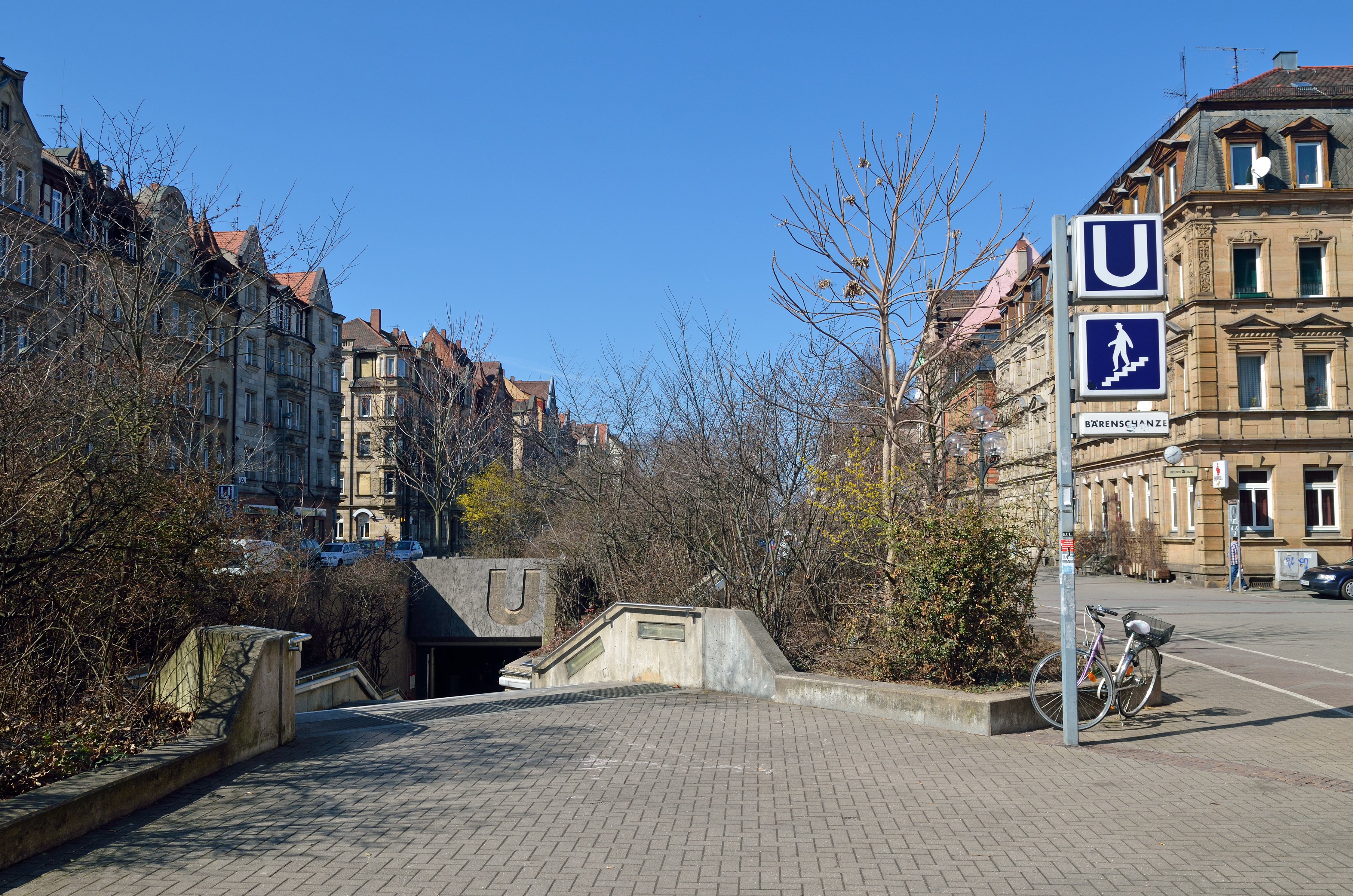
Östlicher Zugang

## Linien
| Linie | Verlauf | Takt |
| ----- | --- | --- |
| U1    | Langwasser Süd – Gemeinschaftshaus – Langwasser Mitte – Scharfreiterring – Langwasser Nord – Messe – Bauernfeindstraße – Hasenbuck – Frankenstraße – Maffeiplatz – Aufseßplatz – Hauptbahnhof – Lorenzkirche – Weißer Turm – Plärrer – Gostenhof – Bärenschanze – Maximilianstraße – Eberhardshof – Muggenhof – Stadtgrenze – Jakobinenstraße – Fürth Hauptbahnhof – Rathaus – Stadthalle – Klinikum – Hardhöhe Stand: Fahrplanwechsel Dezember 2023 | 5–7 min (montags–freitags) 3–4 min (Langwasser–Eberhardshof an Schultagen) 6–7 min (samstags) 10 min (sonn-/feiertags) |

Der Bahnhof wird von der U-Bahn-Linie U1 bedient. An den Wochenenden und vor Feiertagen verkehren auch die Nachtbuslinien N9 und N14.

## Trivia
Von der Eröffnung des U-Bahnhofes Bärenschanze am 20. September 1980 bis zur Verlängerung der U-Bahn nach Eberhardshof am 20. Juni 1981, fuhr die Straßenbahn noch parallel zur U-Bahn bis zum Plärrer. Die Straßenbahnhaltestelle am U-Bahnhof Bärenschanze behielt jedoch ihren bisherigen Namen Sielstraße bei und wurde nicht in Bärenschanze umbenannt.